# Lago Malinvern
Il lago Malinvern si trova nel comune di Vinadio, in provincia di Cuneo, nell'alto vallone di Riofreddo.

## Descrizione
Il lago è situato a 2122 m sopra il livello del mare ed è un lago completamente naturale, nato per via della escavazione glaciale.
Situato nel cuore delle Alpi Marittime, ai piedi del Monte Malinvern o Testa Malinvern, è alimentato da una cascata.

## Accesso
Dopo aver passato l'abitato di Vinadio si prosegue per il colle della Lombarda e, dopo alcuni tornanti, si seguono le indicazioni per Riofreddo. A questo punto, superato il bacino artificiale, si prosegue per circa 2 chilometri fino alla fine della strada rotabile, in prossimità di una baita recentemente ristrutturata. Abbandonata l'auto, si segue il percorso fino al rifugio Malinvern superando, prima il bivio per i laghi Martel e Nero e poi poco più avanti il bivio per i Laghi Aver. Giunti al rifugio, proseguire su sentiero segnavia P13 e dopo circa 45 minuti si giunge al lago, dal quale è anche possibile effettuare una digressione fino ai Laghi della Paur.

## Punto di appoggio
Rifugio Malinvern - Città di Ceva (1839 m), nel vallone di Riofreddo.

## Fauna e flora
In prossimità del lago si possono incontrare alcuni esemplari di stambecco o più raramente, anche alcuni, esemplari di camoscio.
Il lago è popolato in prevalenza da trota fario.
Sul sentiero che sale al lago si estendono tappeti di rododendri

## Galleria d'immagini

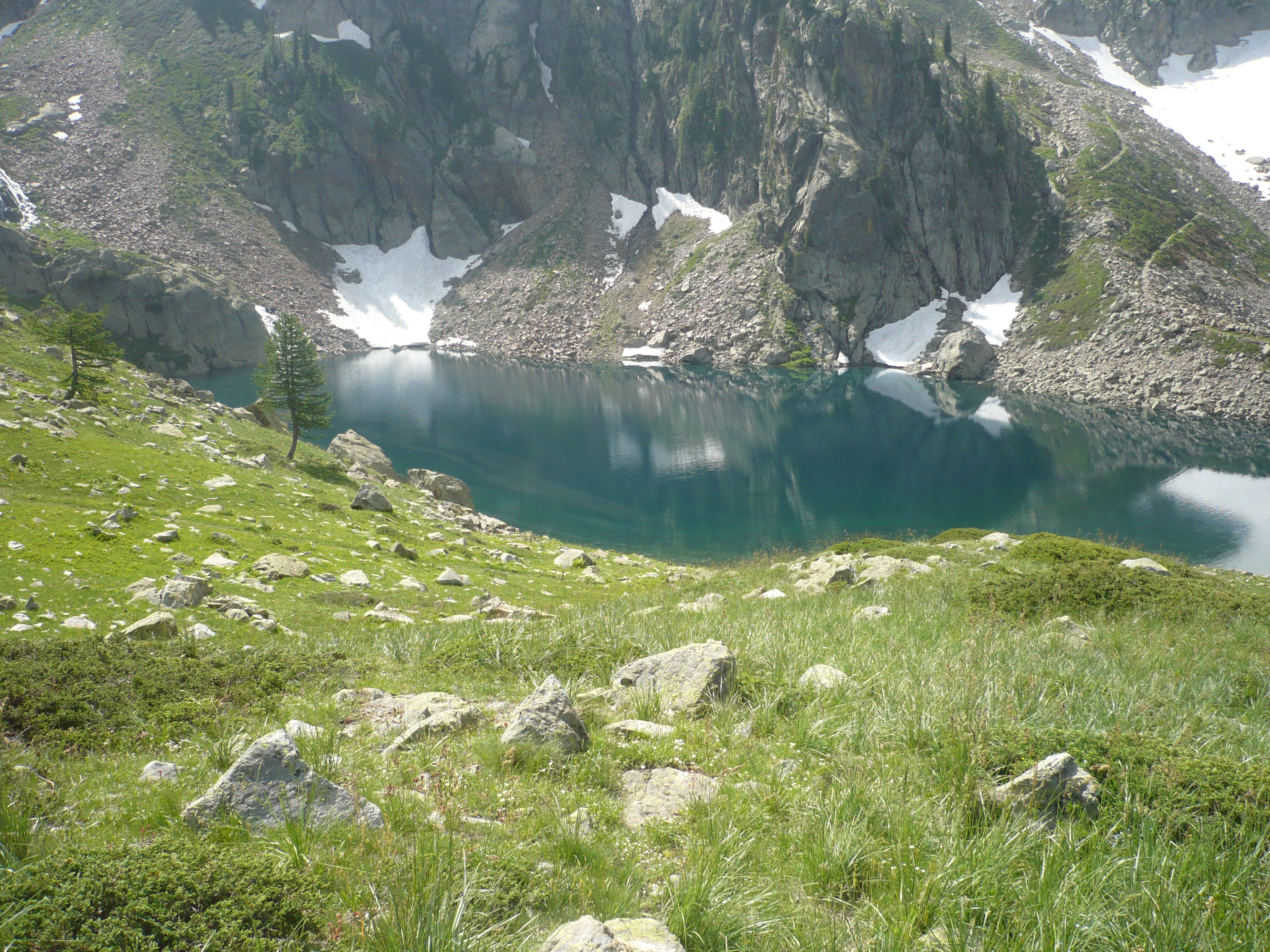
Il Lago all'arrivo
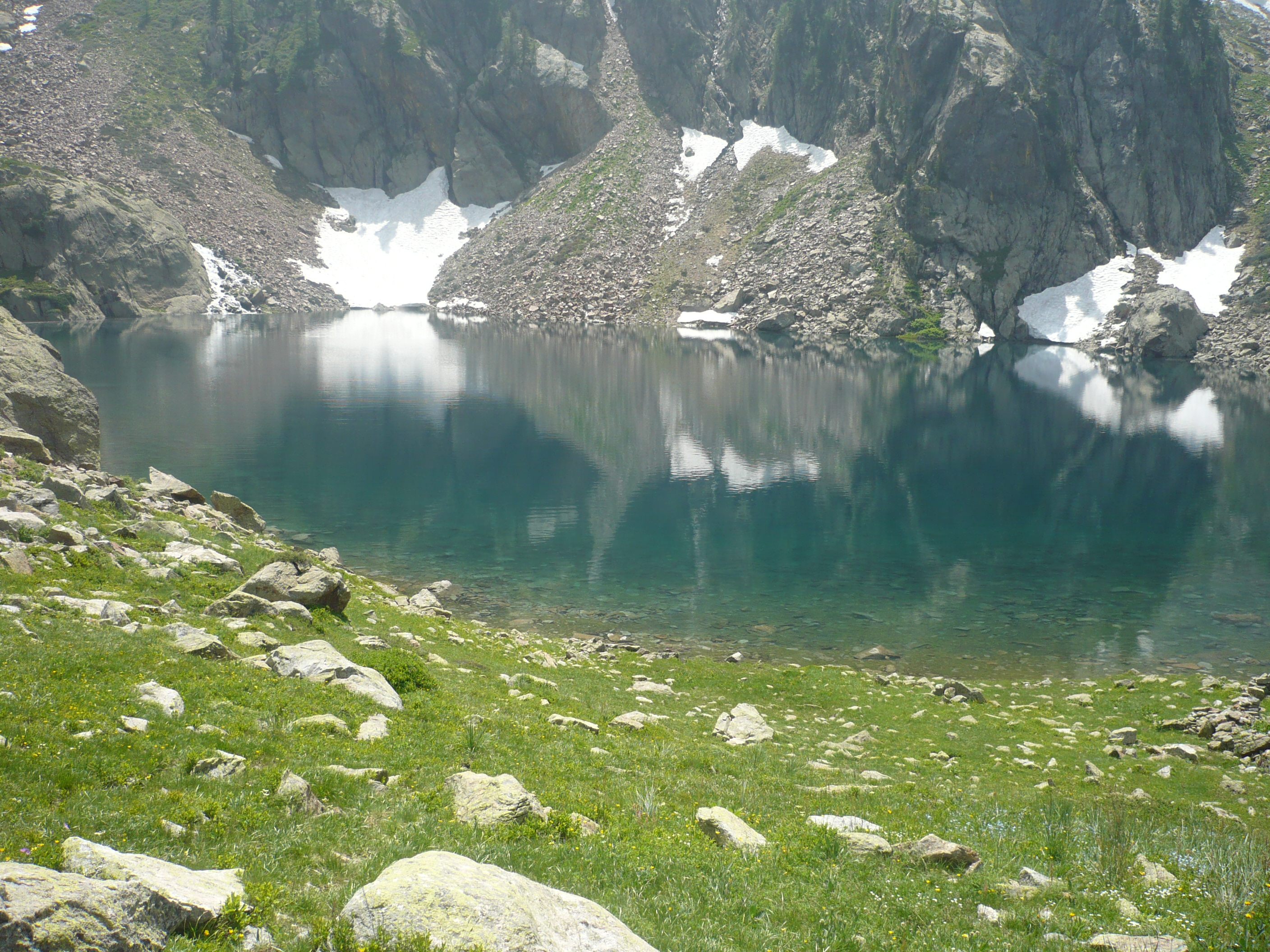
Vista del Lago
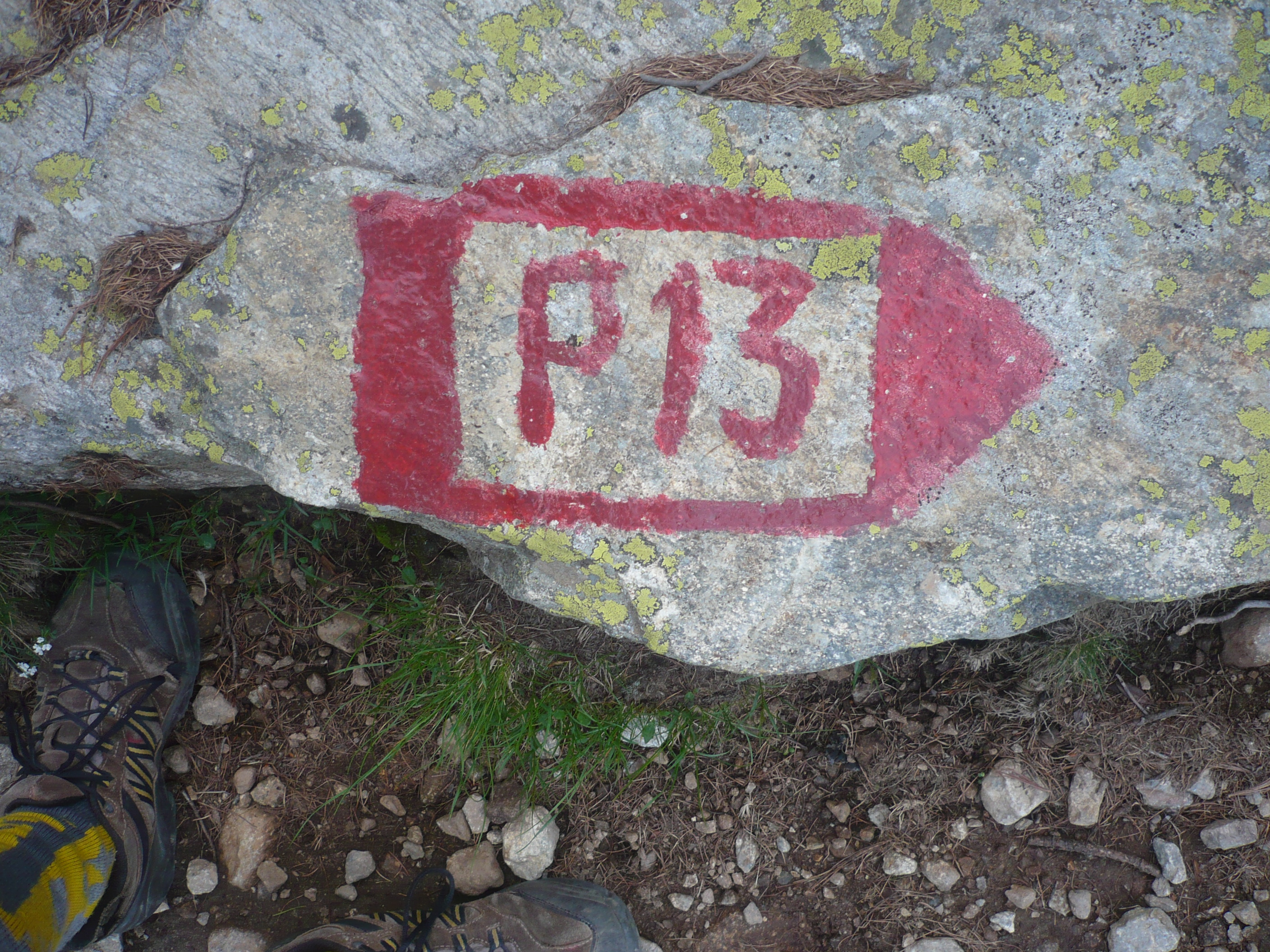
Segnavia
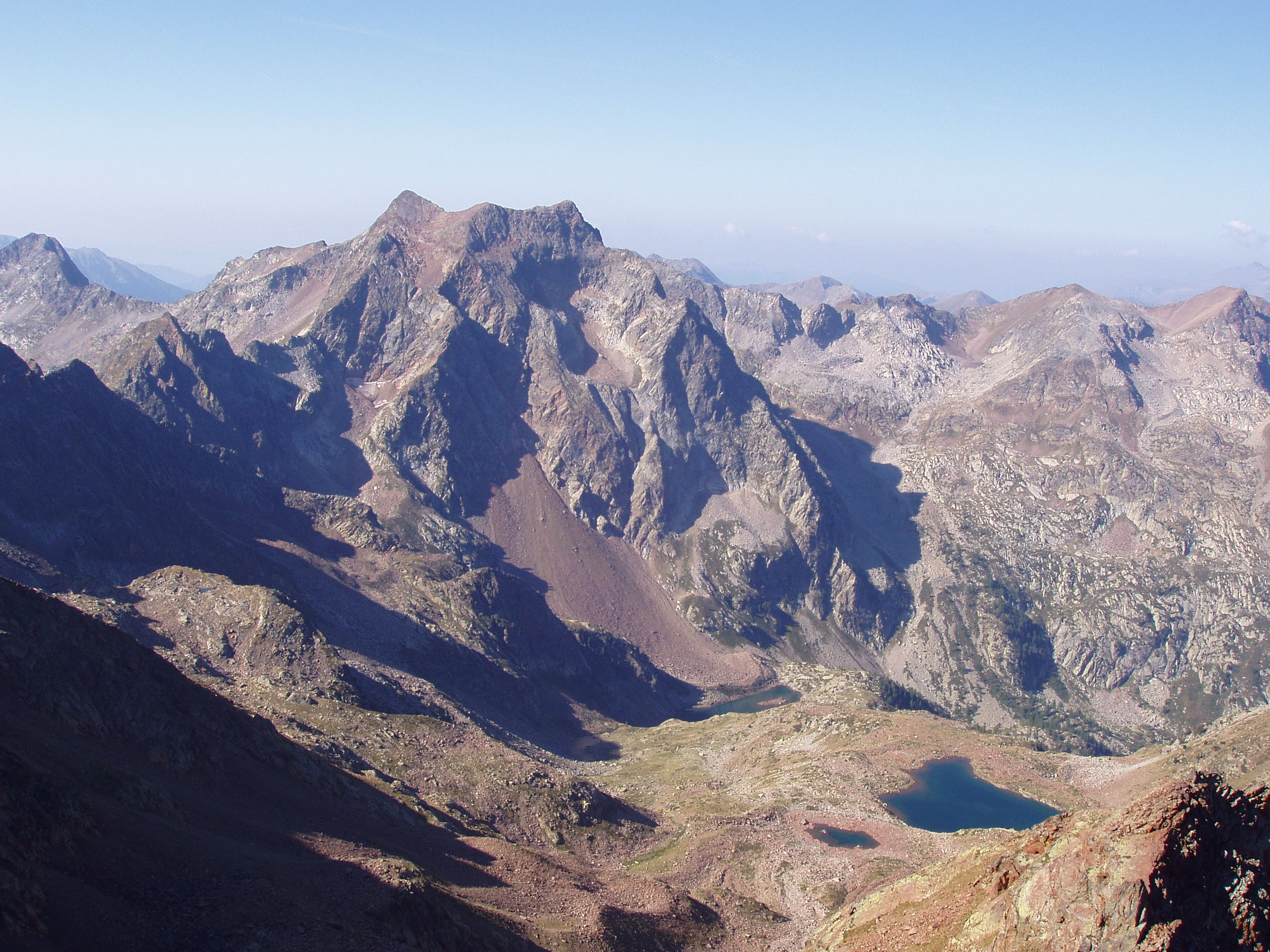
Il Lago e il Monte Malinvern visti al di sopra dei Laghi della Paur